# Arménie au Concours Eurovision de la chanson 2010
L' Arménie a participé au Concours Eurovision de la chanson 2010.
| # | Artiste          | Chanson                     | Jury | Televote   | Total | Place |
| - | ---------------- | --------------------------- | ---- | ---------- | ----- | ----- |
| 1 | Another Story    | "Ays dzmer"                 | 3    | 7          | 10    | 5     |
| 2 | Ani Arzumanyan   | "The Mermaid Song"          | 8    | 6          | 14    | 4     |
| 3 | Meline Beglaryan | "We Must Believe"           | 5    | 3          | 8     | 6     |
| 4 | Mihran & Emmy    | "Hey (Let Me Hear You Say)" | 12   | 8 (10400)  | 20    | 2     |
| 5 | David Ashotyan   | "Infected Dreams"           | 2    | 5          | 7     | 9     |
| 6 | Nick Egibyan     | "Countdown"                 | 6    | 2          | 8     | 6     |
| 7 | Maria Kizirian   | "Little Red Riding Hood"    | 4    | 4          | 8     | 6=    |
| 8 | Razmik Amyan     | "My Love"                   | 7    | 10 (10500) | 17    | 3     |
| 9 | Eva Rivas        | "Apricot Stone"             | 10   | 12 (22000) | 22    | 1     |